# مینی سینک فورد (نیویورک)
مینی سینک فورد (به انگلیسی: Minisink Ford) یک منطقهٔ مسکونی در ایالات متحده آمریکا است که در شهرستان سولیوان، نیویورک واقع شده‌است. مینی سینک فورد ۲۶۲٫۱۳ متر بالاتر از سطح دریا واقع شده‌است.